# 織田博之
織田博之，日本實業家。現任索尼互動娛樂日本亞洲（SIE Japan Asia）副總裁，曾任索尼電腦娛樂亞洲（SCE Asia）總裁。

## 經歷
- 1986年大學畢業後就職於與自身學業(法學系)不同的物流業務。[1]
- 1990年進入索尼日本擔任物流業務管理、並研發出足以應付上萬筆訂單的物流系統。
- 1995年派駐索尼中國大陸市場開拓。
- 2002年任職索尼台灣新力行銷總經理。主要任務為推廣Sony的個人電腦品牌VAIO系列。[2]
- 2012年8月擔任索尼電腦娛樂亞洲總裁。
- 2013年4月SCE Japan與SCE Asia合併成立索尼電腦娛樂日本亞洲（SCEJA）並被任命副總裁。

## 外部連結
- 織田 博之的Facebook專頁